# Erysiphe lycii
Erysiphe lycii är en svampart som beskrevs av Lasch 1846. Erysiphe lycii ingår i släktet Erysiphe och familjen Erysiphaceae.   Inga underarter finns listade i Catalogue of Life.